# Giovanni Battista Maini

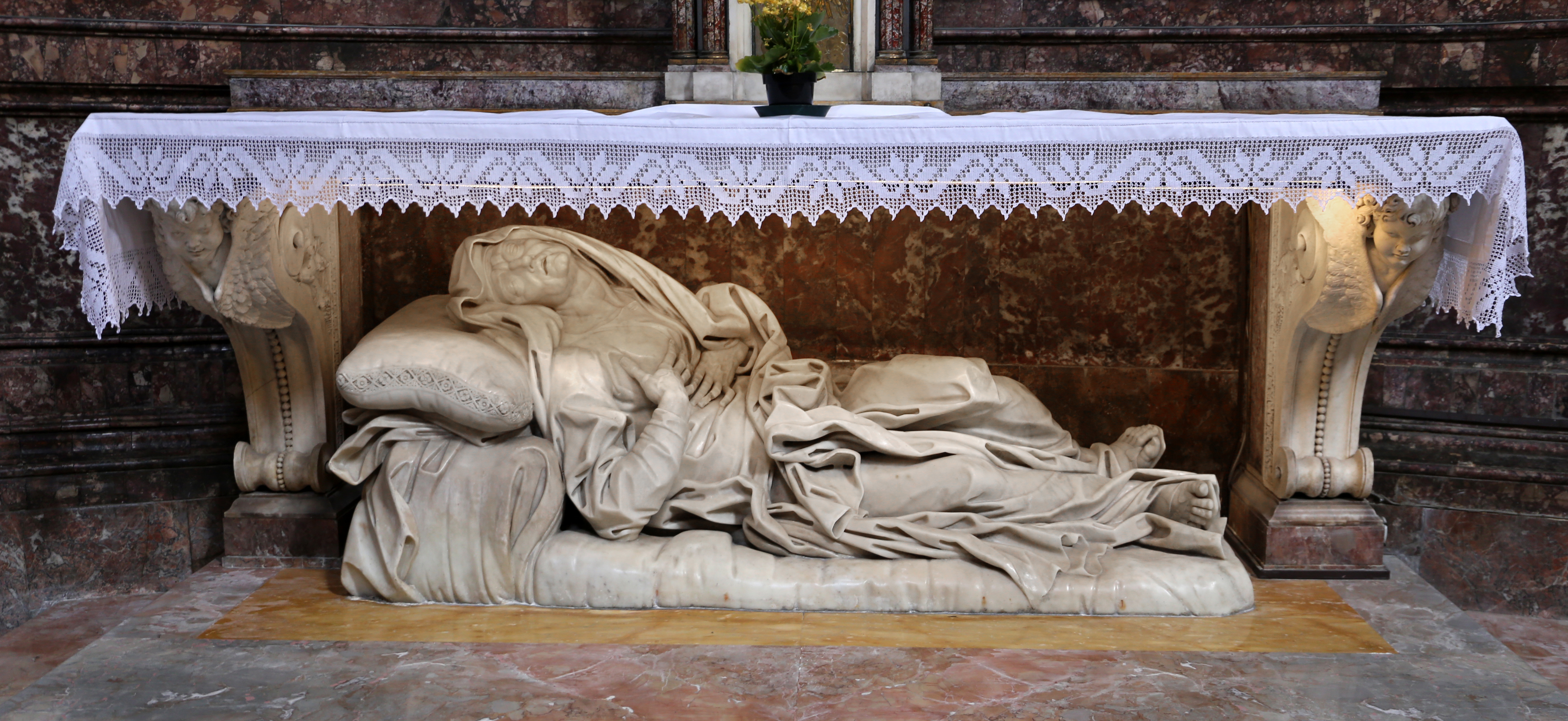
Santa Ana (1750-1752), Basílica de Sant'Andrea delle Fratte, Roma.

Giovanni Battista Maini (Cassano Magnago, Lombardía, 6 de febrero de 1690 - Roma, 29 de julio de 1752) fue un escultor italiano que estuvo activo en el siglo XVIII principalmente en Roma.

## Biografía
Giovanni Battista Maini nació en Lombardía. Después de una formación en Milán se trasladó a Roma (1708) donde trabajó durante más de veinte años en el estudio de Camillo Rusconi, quien era considerado entonces como el mejor escultor de Roma y  participó en proyectos importantes de la época. Entre sus primeros encargos figura un bajorrelieve de la Gloria de San Francisco para una iglesia de los jesuitas en Madrid. Sin embargo, el relieve original de Rusconi nunca fue talladi en mármol. Como Rusconi, Maini siempre había modelado sus proyectos antes de su aplicación al mármol en estuco.
Maini también colaboró en la decoración de la cúpula de la iglesia de San Lucas y Santa Martina, trabajó en la Iglesia de Santa Inés en la Agonía, donde ejecutó la tumba del papa Inocencio X (1729) (probablemente basada en diseños de Rusconi).
Para la Basílica de San Pedro, talló grandes estatuas en mármol de San Francisco de Paula (1732) (diseñado por Pietro Bianchi) y San Felipe Neri (c. 1735) que formaban parte de una serie de esculturas de varios artistas incluido de Miguel Ángel Slodtzque creó San Bruno. Realizó las estatuas de los Arcángeles Miguel y Gabriel (c. 1737) para la Basílica de Mafra, encargado por el rey de Portugal.
Entre 1732 y 1735, Maini fue encargado por Clemente XII de la Capilla familiar Corsini en San Juan de Letrán. La estatua de bronce de la Bendición de Clemente XII fue inspirada por la de Urbano VIII de Bernini en San Pedro y sustituye una estatua anterior, diseñado por Carlo Monaldi. También esculpió el monumento del cardenal Neri Corsini (1733-1734), sobrino del Papa.
Desde 1734 Maini estuvo involucrado en el trabajo de diseño de la Fontana de Trevi, pero le fue imposible obtener la orden para ser seleccionado por el encargado de la obra el arquitecto Nicola Salvi, de la estatua de central de Neptuno, que finalmente fue realizada por Pietro Bracci (1743-1759).
También hizo los relieves de la capilla Chigi de la Catedral de Siena, y en 1735 creó un encargo de la diócesis de  Foligno de la estatua en plata y bronce que representa a San Feliciano, patrona de la ciudad, conservada en la catedral y visible a los fieles todos los años el 24 de enero, día de la fiesta en honor del santo.
En 1744 estaba de nuevo trabajando para el rey Juan V de Portugal, uno de los grandes mecenas de las artes en el siglo XVIII. Diseñó para el rey una magnífica estatua de la Inmaculada Concepción. Esta gran imagen de plata dorada tenía nueve palmos de altura. Fue bendecida por el papa Benedicto XIV en 1749, antes de ser enviada a Lisboa, donde estaba destinado a la Capilla Real Patriarcal del Palacio de Ribeira. Debió de quedar destruida unos pocos años más tarde por el terremoto de Lisboa de 1755.
Innocenzo Spinazzi era uno de sus discípulos más avanzados.

## Obras
- La Gloria de San Francisco , bajorrelieve, iglesia de los jesuitas en Madrid.
- Inocencio X (1729), busto, iglesia de Santa Inés en Agonía, Roma.
- San Francisco de Paula (1732), diseñada por Pietro Bianchi y San Felipe Neri (c. 1735), para la basílica de San Pedro, Roma.
- Madonna di San Luca (c. 1741-1743), el pórtico, la Basílica de Santa María la Mayor.
- San Juan en oración (c. 1734), en el pórtico, San Giovanni in Laterano.
- Scipione Publícola Santacroce Monumento (1749), Santa María en Publicolis, Roma.
- Santa Ana (1750-1752), en la basílica de Sant'Andrea delle Fratte, Roma.